# Socjalistyczna Partia Rzeszy

Logo partii

Socjalistyczna Partia Rzeszy – (niem. Sozialistische Reichspartei, SRP) – skrajnie prawicowa i nacjonalistyczna niemiecka partia polityczna istniejąca w latach 1949–1952.
Była pierwszą partią polityczną, która została zdelegalizowana w historii Republiki Federalnej Niemiec przez Federalny Trybunał Konstytucyjny.

## Zarys
Powstała 2 października 1949 r. w wyniku rozłamu w Niemieckiej Partii Prawicowej. Do inicjatorów powołania partii należeli Otto Ernst Remer i Fritz Dorls, a także Wolfgang Falck, August Finke, Bernhard Gericke, Gerhard Heinze, Helmut Hillebrecht, Gerhard Krüger i Wolf Graf von Westarp. W radzie partyjnej jedenastu spośród dwudziestu jeden członków należało do NSDAP.
Partia głosiła koncepcję „trzeciej drogi” odrzucając marksizm i kapitalizm, jako cel proklamowano „socjalizm” z dodanym przymiotnikiem (Rzeszy, niemiecki, narodowy).
W 1950 roku partia po raz pierwszy wzięła udział w wyborach landowych w Nadrenii Północnej-Westfalii i Szlezwiku-Holsztynie, ale nie uzyskała żadnych mandatu, zdobywając odpowiednio 0,2 i 1,6 % głosów. W wyborach do landtagu w Dolnej Saksonii w 1951, uzyskała 11% głosów, natomiast w głosowaniu do parlamentu landowego Badenii-Wirtembergii w 1952 uzyskała 2,4% głosów.
W listopadzie 1951 do Federalnego Trybunału Konstytucyjnego wpłynął wniosek rządowy o zakaz działalności SRP. Ujawniono także fakt istnienia partyjnych list proskrypcyjnych potencjalnych przeciwników politycznych. 23 października 1952 Federalny Trybunał Konstytucyjny rozwiązał SRP i zakazał jej działalności. Obok rozwiązania partii, zarządzono konfiskatę całego majątku partyjnego, a jednocześnie zakazano tworzenia organizacji zastępczych.